# Melanio Paredes
Melanio A. Paredes Pinales es un maestro, economista y político dominicano que ocupó el cargo de ministro de Educación en el tercer mandato de Leonel Fernández. Ha ocupado otras funciones legislativas, gubernamentales y políticas.

## Biografía
Nació el 22 de octubre de 1951 en República Dominicana. Realizó estudios de Licenciatura en Física en la Universidad Autónoma de Santo Domingo y posteriormente de Economía en el Instituto Tecnológico de Santo Domingo, donde se graduó Magna Cum Laude. Fue profesor de diversas universidades como UNIBE y liceos como el «Mauricio Báez», además ocupó otras posiciones públicas como: diputado (1990), director de Autoridad Portuaria (1999), director del INFOTEP (2004), ministro de Industria y Comercio (2007) y ministro de Educación (2008).
Fue secretario general de la Asociación Dominicana de Profesores (ADP) en el período 1995-1999, logrando varias reivindicaciones para el sector magisterial dominicano.
Es miembro del Comité Central del Partido de la Liberación Dominicana (PLD) y Presidente de FUNPEN, organización que lanzó el primer Ranking de escuelas y colegios en la República Dominicana.
Estuvo al frente del Minerd desde el 16 de agosto de 2008 hasta el 1 de marzo de 2011 e integra las filas del PLD.